# Німі ночі
Фестиваль німого кіно та сучасної музики «Німі ночі» — щорічний кінофестиваль, що проводиться в Одесі в третій вік-енд червня, метою якого є популяризація та переосмислення німої кінокласики засобами сучасної музики.

## Місія фестивалю
Основним завданням фестивалю є популяризація німого кіно, створеного в Україні та закордоном українськими кіномитцями, демонстрація українсько-європейських культурних впливів та культурного взаємопроникнення, оприявлення урбаністичної складової української культури 1920–1930-х рр.

Одним із найважливіших завдань фестивалю є повернення в Україну незаслужено забутих, або заборонених імен популярних на Заході акторів, режисерів, художників українського походження, які зробили суттєвий внесок в історію світового кінематографу першої третини 20 ст., але в Україні досі лишаються невідомими. 
Таке повернення є символічним актом культурної «репатріації» й водночас зворотної трансплантації мистецького досвіду й сприяє "доукомплектації" української модерної урбаністичної культури. 

Афіша фестивалю Німі ночі 2011

Водночас фестиваль повертає в сучасний мистецький контекст українські фільми Олександра Довженка, Дзиґи Вертова, Івана Кавалерідзе, визнані шедеврами світового кіноавангарду.
Глибинною метою фестивалю є подолання німоти та культурної амнезії української модерної культури.

## Концепція фестивалю
В програму фестивалю з міжнародних архівів відбираються німі фільми, зняті в Україні або за кордоном за участю українських кіномитців. Українські та іноземні музиканти протягом кільком місяців створюють оригінальний музичний супровід до програмних стрічок, й представляють його наживо в рамках фестивальних кіноперформансів, які є симбіозом кінопоказу та музичного концерту. 

Програма українських фільмів носить назву "Німота" й символізує як травматичну й хворобливу втрату голосу (мови) української культури, так і нездатність висловитись через самозабуття (соціальну амнезію).

Програма іноземних стрічок за участю українських кіномитців називається "Тиша" й символізує промовистість і лункість європейського культурного голосу навіть в умовах беззвучності кіно на початку 20 ст.

Українська та іноземна програми складаються з сетів (2 кіноперформанси), кожен з яких має "титул" - ім'я українського або іноземного актора, й є присвятою йому.

## Музична складова
Спектр музичних напрямів, представлених на фестивалі – джаз, лаунж, тріп-хоп, даунтемпо, електронна та експериментальна музика.

## Місце проведення та формат
Місцем проведення фестивалю обрано Одесу, як місто, в якому постала перша українська кіностудія й було створено такі світові кіношедеври, як "Людина з кіноапаратом", "Панцерник Потьомкін", "Звенигора", "Нічний візник" тощо. 
Фестиваль проходить простонеба на причалі яхт-клубу Одеського морського вокзалу.

Запрошення на відкриття фестивалю Німі ночі 2010

## Німі ночі 2010
Перший фестиваль німого кіно та сучасної музики "Німі ночі" відбувся 18-20 червня 2010 року. Програма фестивалю складалася з дванадцяти повно- та короткометражних німих, та двох звукових стрічок з українських, російських, німецьких та французьких кіноархівів. 
Фільмом-відкриттям фестивалю став кіноколаж «Симфонія в образах» (Una Sinfinia en Imagenes) іспанського режисера Карлоса Родрігеса, створений як ілюстрація «Фантастичної симфонії» Гектора Берліоза й свого часу вперше представлений в Сіднейській опері та на МКФ в Сан-Себастьяні. 

В програму фестивалю ввійшли стрічки "Мовчи, сум, мовчи" (1918), "Нічний візник" (1929), "Арсенал" (1929), "Людина з кіноапаратом" (1929), "Земля в полоні" (1927), "Сильна людина" (1929), "Раскольников" (1919) та ретроспективи режисерів-авангардистів українського походження Ежена Деслава та Майї Дерен. 
Фільм-закриття фестивалю – сенсаційна стрічка Федора Оцепа 1931 року за участю Анни Стен та Фріца Кортнера «Вбивця Дмитрій Карамазов» за романом Ф.М.Достоєвського «Брати Карамазови».
Титулами сетів стали українські легендарні актори Віра Холодна та Семен Свашенко та популярні європейські зірки з України Анна Стен та Григорій Хмара. 

Фільми озвучили музиканти з України, Росії, Польщі: Юрій Кузнєцов, Квартет Віталія Ткачука, Надто сонна, Diana Miro, ShockolaD, Арсеній Трофім.

Загальний трафік фестивалю склав близько 3000 осіб. 

## Німі ночі 2011
Фестиваль "Німі ночі 2011" пройшов нон-стоп з полудня 25 червня до ранку 26 червня й включав у себе програму презентацій, лекцій з історії німого кіно, українського та польського відео-арту. Програма кіноперформансів складалася з чотирьох німих фільмів: «Бестія» (Польща, 1917, музичний супровід Dziewczeca Patalogia Praska), «Страсті Жанни Д’Арк» (Франція, 1928, в супроводі Юрія Кузнєцова), «Звенигора» (1927, реж. Олександр Довженко, музичний супровід гурт FUTURethno). 

На фестивалі відбулася прем'єра відреставрованої версії одного з найвизначніших фільмів українського німого кіно "Два дні" (1929, реж. Георгій Стабовий, музичний супроід Dj U-Ra).